# 哲學之樹

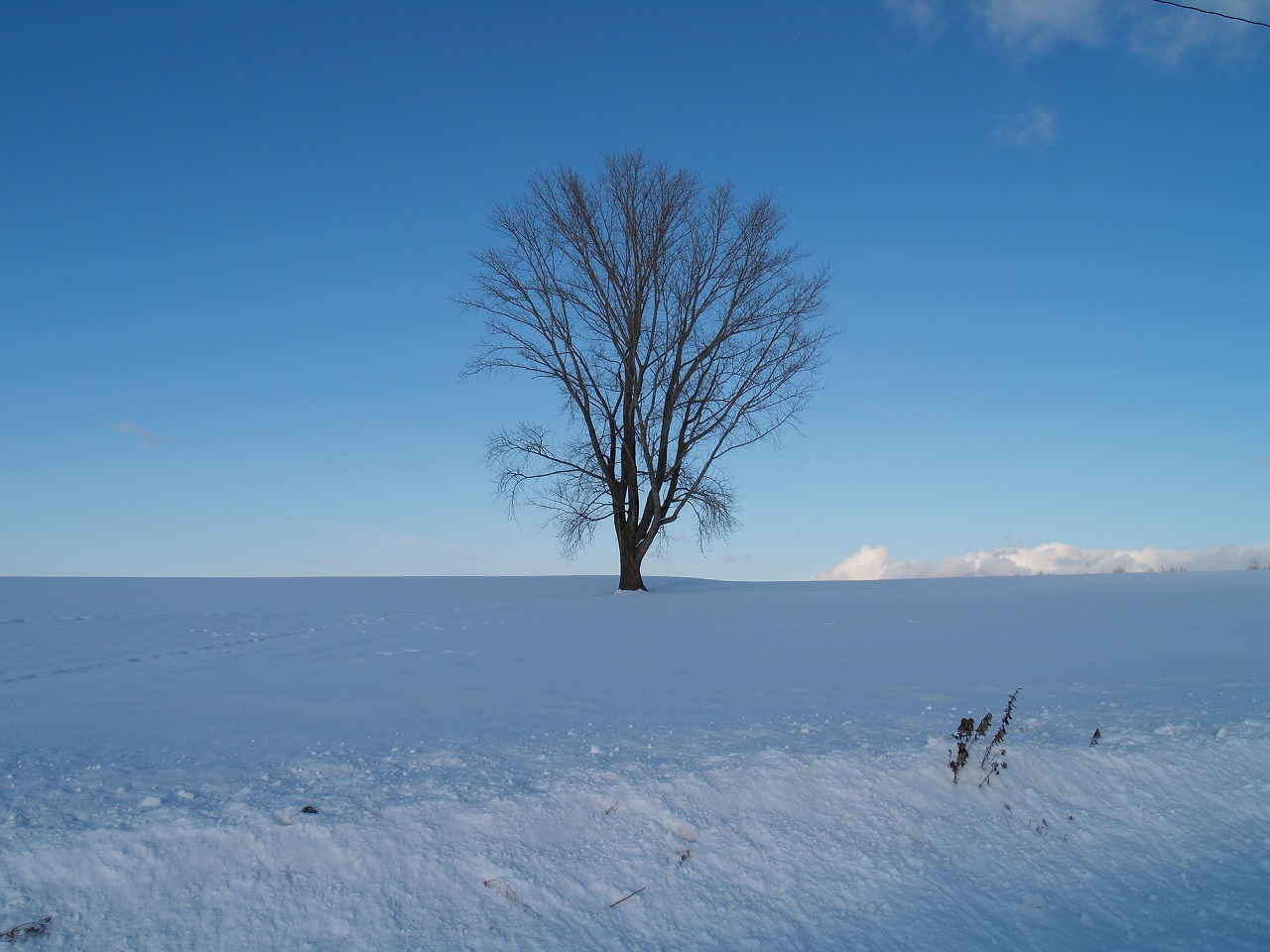
2008年1月，尚未被推倒的哲學之樹

哲學之樹（日语：哲学の木）是曾存在於日本北海道美瑛町的樹木，因為生長歪向一側，就像一位哲學家在思考一樣，因此被為稱為「哲學之樹」。

## 現況
哲學之樹引來大批的觀光人潮，但同時也給地主帶來困繞，加上因為樹木本身年老脆弱，有傾倒的危險，地主已於2016年利用大型機具將樹木推倒，哲學之樹一景因此不復存在。